# Tsutomu Takahashi
Tsutomu Takahashi (高橋ツトム?, Takahashi Tsutomu; Tokyo, 20 settembre 1965) è un fumettista giapponese.
È sposato e ha un figlio. Tsutomu Nihei e Shūhō Satō sono stati suoi assistenti.

## Biografia
Alle superiori, Tsutomu Takahashi suonava in un gruppo punk ed era attivo in una banda di motociclisti chiamata ZERO. Dopo aver abbandonato gli studi, per un po' trovò lavoro, ma lo lasciò dopo essere stato scaricato da una ragazza con la quale usciva. Tornò quindi a suonare, ma si rese conto ben presto che le sue idee non corrispondevano a quelle degli altri membri del gruppo. Takahashi racconta che in seguito a questo episodio si chiese "cosa posso fare da solo?"; si ricordò di quando alle elementari venne elogiato per dei disegni copiati da Mr. Baseball (Dokaben, 1972-1981) di Shinji Mizushima e decise quindi di provare a inviare alcune storie alle riviste di fumetti giapponesi.
Dopo i primi rifiuti, nel 1989 debuttò come mangaka sulle pagine della rivista Weekly Morning edita da Kodansha, con una storia one-shot di Jiraishin, manga poliziesco dai toni cupi e nichilisti. Successivamente Jiraishin venne serializzato dal 1992 al 1999 sulla rivista Afternoon, rendendo Takahashi un'icona fumettistica molto popolare in Giappone.
Tra le sue opere più famose ci sono ALIVE (1999),  Tetsuwan Girl (2000-2002), Sky High (2001-2014) e NeuN (2017-2020).

## Opere
I titoli sono qui indicati in prima edizione in formato tankōbon. Le edizioni italiane (pubblicate da Star Comics, Planet Manga, GP  Publishing, Flashbook e J-Pop) possono presentare delle variazioni nel numero complessivo di volumi.
| #  | Titolo                                                      | Data di pubblicazione | Volumi |
| -- | ----------------------------------------------------------- | --------------------- | ------ |
| 1  | Jiraishin (地雷震?)                                         | 1992-1999             | 19     |
| 2  | ALIVE                                                       | 1999                  | 1      |
| 3  | Tetsuwan Girl (鉄腕ガール?)                                 | 2000-2002             | 5      |
| 4  | Skyhigh (スカイハイ?)                                       | 2001-2002             | 2      |
| 5  | Blue Heaven (ブルーヘヴン?)                                 | 2002-2003             | 3      |
| 6  | Detonation Island (爆音列島?)                               | 2002-2012             | 18     |
| 7  | Skyhigh: Karma (スカイハイ･カルマ?)                         | 2003                  | 2      |
| 8  | Skyhigh: Shinshō (スカイハイ 新章?)                         | 2003-2004             | 4      |
| 9  | Sidooh (SIDOOH/士道?)                                       | 2005-2010             | 25     |
| 10 | Skyhigh 4 (スカイハイ4(フォア)?)                            | 2005-2010             | 1      |
| 11 | Skyhigh: Hévәn (スカイハイ・ヘヴン?)                        | 2011-2021             | 1      |
| 12 | Sidooh Sunrise (士道 サンライズ?)                           | 2011                  | 1      |
| 13 | Soul Keeper (ヒトヒトリフタリ?)                             | 2011-2013             | 8      |
| 14 | Tenmasou no Sanshimai: Skyhigh (天間荘の三姉妹 スカイハイ?) | 2013-2014             | 4      |
| 15 | Ni jigen JUMPIN ' (二次元JUMPIN'?)                          | 2014-2015             | 3      |
| 16 | Zankyō. Riverbero (残響?)                                   | 2015-2016             | 3      |
| 17 | BLACK-BOX                                                   | 2015-2019             | 6      |
| 18 | Muyung (ムヨン－影無し－?)                                  | 2008-2012             | 5      |
| 19 | Jiraishin Diablo (地雷震 Diablo?)                           | 2008-2011             | 3      |
| 20 | Shikisai (四季彩 高橋ツトム短編集?)                         | 2017                  | 1      |
| 21 | NeuN                                                        | 2017-2020             | 6      |
| 22 | Guitar Shop Rosie (ギターショップ・ロージー?)               | 2018-in corso         | 3      |
| 23 | JUMBO MAX (JUMBO MAX ジャンボマックス?)                     | 2020-in corso         | 13     |